# 河上正二
河上 正二（かわかみ しょうじ、1953年2月12日 - ）は、日本の法学者。専門は民法。学位は、法学博士（東京大学・論文博士・1984年）。東京大学名誉教授。退職後、青山学院大学教授。愛媛県新居浜市出身。星野英一門下。

## 略歴

### 学歴
- 1975年3月 - 金沢大学法文学部法学科卒業
- 1978年3月 - 金沢大学大学院法学研究科修士課程法律学専攻修了
- 1982年3月 - 東京大学大学院法学政治学研究科博士課程単位取得満期退学（指導教授：星野英一）
- 1984年3月 - 学位論文「約款とその司法的規制 : ドイツ法を参考として」で東京大学より法学博士の学位を取得

### 職歴
- 1982年4月 - 千葉大学法経学部助手
- 1985年4月 - 千葉大学法経学部助教授
- 1990年4月 - 東北大学法学部助教授
- 1993年4月 - 東北大学法学部教授（民法講座）
- 2000年4月 - 東北大学大学院法学研究科長・法学部長（2004年3月まで）
- 2000年8月 - 東北大学大学院法学研究科教授（大学院重点化による）
- 2008年4月 - 東京大学大学院法学政治学研究科教授
- 2011年9月 - 消費者委員会委員長（2017年8月まで）
- 2017年9月 - 東京大学退職
- 2017年10月 - 青山学院大学法務研究科教授
- 2022年8月 - 消費者庁霊感商法等の悪質商法への対策検討会座長[2]
- 2023年4月 - 青山学院大学法務研究科客員教授[3]

## 著書

### 単著
- 『約款規制の法理』有斐閣、1988年8月。ISBN 9784641902695。
- 『民法学入門 民法総則講義・序論』日本評論社、2004年11月。ISBN 9784535514447。
  - 『民法学入門 民法総則講義・序論』（［第2版］）日本評論社、2009年4月。ISBN 9784535516489。
  - 『民法学入門 民法総則講義・序論』（［第2版］増補版）日本評論社、2014年4月。ISBN 9784535520486。
- 『民法総則講義』日本評論社、2007年11月。ISBN 9784535515963。
- 『物権法講義』日本評論社〈法セミ LAW CLASS シリーズ〉、2012年10月。ISBN 9784535518100。
- 『担保物権法講義』日本評論社〈法セミ LAW CLASS シリーズ〉、2015年7月。ISBN 9784535519800。
- 『消費者委員会の挑戦 消費者の安全・安心への処方箋を求めて』信山社、2017年9月。ISBN 9784797266993。

### 編著
- 『改正特商法・割販法対応 実践 消費者相談』商事法務、2009年12月。ISBN 9784785717193。
- 『消費者契約法改正への論点整理』信山社〈信山社ブックス 4〉、2013年10月。ISBN 9784797286342。

### 翻訳
- オッコー・ベーレンツ 著、河上正二 訳『歴史の中の民法 ローマ法との対話』日本評論社、2001年10月。ISBN 9784535512795。

### 共編著
- 磯村保、鎌田薫、河上正二、中舎寛樹『民法トライアル教室 体系的・横断的理解に』有斐閣、1999年12月。ISBN 9784641132269。
- 辻村, みよ子、河上, 正二、水野, 紀子 編『男女共同参画のために─政策提言』東北大学出版会〈ジェンダー法・政策研究叢書 第12巻〉、2008年1月。ISBN 9784861630736。
- 廣瀬久和、河上正二 編『消費者法判例百選』有斐閣〈別冊ジュリスト判例百選 200〉、2010年6月。ISBN 9784641115002。
- 大村, 敦志、河上, 正二、窪田, 充見 ほか 編『比較家族法研究――離婚・親子・親権を中心に』商事法務、2012年3月。ISBN 9784785719715。
- 河上正二・中舎寛樹編著 編『民法総則』日本評論社〈新・判例ハンドブック〉、2015年5月。ISBN 9784535008212。
- 高翔龍・野村豊弘・加藤雅信・廣瀬久和・瀬川信久・中田裕康・河上正二・内田貴・大村敦志編 編『日本民法学の新たな時代 星野英一先生追悼』有斐閣、2015年9月。ISBN 9784641137189。

### 共訳
- J.M. オリバー 著、河上正二・武蔵武彦 訳『法と経済学入門』同文舘出版、1986年9月。ISBN 9784495419110。